# Sinargalih (Cibeber)
Sinargalih is een bestuurslaag in het regentschap Lebak van de provincie Banten, Indonesië. Sinargalih telt 2128 inwoners (volkstelling 2010).